# Epiophlebia sinensis
Epiophlebia sinensis — вид стрекоз из реликтового рода Epiophlebia. Описан в 2011 году. Ареал находится на северо-востоке Китая в провинции Хэйлунцзян. Возможно присутствие в других провинциях Китая. Сообщалось также, что в июне 2012 года самец Epiophlebia sinensis (длиной тела 47,2 мм и абдомена 41,2 мм) был пойман в КНДР.